# Desembocadura de Río Grande
Desembocadura de Río Grande là một khu tự quản thuộc tỉnh Región Autónoma del Atlántico Sur, Nicaragua. Khu tự quản Desembocadura de Río Grande có diện tích 1738 ki lô mét vuông. Đến thời điểm năm 2005, huyện Desembocadura de Río Grande có dân số 3585 người.